# Petritoli
Petritoli – miejscowość i gmina we Włoszech, w regionie Marche, w prowincji Fermo.
Według danych na styczeń 2009 gminę zamieszkiwały 2492 osoby przy gęstości zaludnienia 104,9 os./1 km².